# Depotgesetz
Das Depotgesetz regelt in Deutschland und Österreich die Verwahrung und die Anschaffung von Wertpapieren (Schweiz siehe Bucheffektengesetz).

## Anwendungsbereiche
Wertpapiere, für die das Depotgesetz Anwendung findet, sind:
- Aktien
- Kuxe
- Zwischenscheine
- Zinsscheine
- Gewinnanteilsscheine
- Erneuerungsscheine
- Inhaber- und Orderschuldverschreibungen
- andere vertretbare Wertpapiere mit Ausnahme von Banknoten und anderem Papiergeld.

Das deutsche Depotgesetz (DepotG) gliedert sich in vier wesentliche Teile. Nach den Definitionen in § 1 DepotG werden umfangreiche Vorschriften zur Verwahrung von Wertpapieren im Depot in §§ 2 ff. DepotG, Regelungen über die Einkaufskommission §§ 18 ff. DepotG und den Vorrang im Insolvenzverfahren (§ 32 f. DepotG) getroffen. Schließlich folgen Strafvorschriften in §§ 34 ff. DepotG, so dass diese Teile der Bestimmungen zum Nebenstrafrecht gehören. Kernstück des DepotG ist der Gläubigerschutz für Anleger, die im Falle der Insolvenz der Depotbank als Eigentümer ein Aussonderungsrecht gemäß § 7 InsO für sämtliche Wertpapiere besitzen (§ 32 Abs. 4 DepotG).

## Österreich und Schweiz
Das österreichische Depotgesetz und das schweizerische Bucheffektengesetz hingegen haben keine eigenen Strafbestimmungen. Diese Strafbestimmungen finden sich im österreichischen Strafgesetzbuch bzw. im schweizerischen Strafgesetzbuch.

## Geschichte
Das Depotgesetz wurde im Anschluss an die Berliner Bankenpanik im Jahre 1890 aufgrund von Vorarbeiten der Börsenenquetekommission im Jahre 1896 in den Reichstag eingebracht. Es hieß Gesetz betreffend die Pflichten der Kaufleute bei Aufbewahrung fremder Wertpapiere vom 5. Juli 1896. Das Gesetz war auch Vorbild für Österreich und die Schweiz.

## Synopse Wertpapierverwahrungsgesetze Deutschland-Österreich-Schweiz
| Deutschland                                              | Österreich                                                                    | Schweiz |
| -------------------------------------------------------- | ----------------------------------------------------------------------------- | --- |
| Allgemeine Vorschriften - § 1                            | I. ABSCHNITT Allgemeine Vorschriften - § 1                                    | 1. Kapitel: Zweck, Geltungsbereich und Begriffe – Art 1 bis 5 |
| 1. Abschnitt Verwahrung - § 2 bis 17                     | II. ABSCHNITT Verwahrung Sonderverwahrung (Streifbandverwahrung) - § 2 bis 12 | 2. Kapitel: Entstehung, Umwandlung und Untergang von Bucheffekten – Art 6 bis 8 3. Kapitel: Drittverwahrung und Verfügbarkeit von Bucheffekten – Art 9 bis 12 4. Kapitel: Rechte aus der Verwahrung von Bucheffekten – Art 13 bis 20 5. Kapitel: Verfügung über Bucheffekten und Wirkung gegenüber Dritten – Art 24 bis 30 |
| 2. Abschnitt Einkaufskommission - § 18 bis 31            | III. ABSCHNITT Einkaufskommission - § 13 bis 22                               | |
| 3. Abschnitt Vorrang im Insolvenzverfahren - § 32 bis 33 | IV. ABSCHNITT Insolvenzverfahren - § 23                                       | 6. Kapitel: Verwertung von Sicherheiten – Art 31 bis 33 |
|                                                          | V. ABSCHNITT Sammelurkunden – Bundesschuldbuchforderungen - § 24              | |
| 4. Abschnitt Strafbestimmungen - § 34 bis 40             | VI. ABSCHNITT (entfällt)                                                      | 7. Kapitel: Haftungsbestimmungen – Art 33 |
| 5. Abschnitt Schlussbestimmungen - § 41 bis 43           | VII. ABSCHNITT Schlussbestimmungen - § 27 bis 30                              | 8. Kapitel: Schlussbestimmungen – Art 34 bis 36 |